# 博尔讷河
博尔讷河（法語：Borne，法語發音：[bɔʁn]）是法国奧弗涅-羅訥-阿爾卑斯大區上盧瓦爾省的河流，是卢瓦尔河的左支流，长48.4千米。